# Famille Japuis
 (février 2024).
- Si vous ne connaissez pas le sujet, laissez ce bandeau (vous pouvez alors contacter les auteurs).
- Si vous supprimez le contenu mis en cause (vous pouvez préalablement contacter les auteurs),

argumentez précisément cette suppression dans la page de discussion
(un manque de référence n'est pas un argument ; une recherche réelle de référence doit avoir été effectuée, être formellement documentée).
 (février 2024).
La famille Japuis est une famille impliquée dans le développement des secteurs du textile et d'indiennes en région parisienne, à Claye-Souilly. Elle est connue pour avoir laissé une empreinte significative dans l'histoire de Claye-Souilly, tant sur le plan économique que culturel.
Leur manufacture de toiles peintes ont contribué à l'essor de la ville et ont créé de nombreuses opportunités d'emploi pour les habitants. Les membres de la famille Japuis ont également été impliqués dans la vie communautaire, occupant des postes administratifs.

## Historique
Jean-Baptiste Japuis (1747-1830), originaire de Bad Kreuznach, mais descendant d'une ancienne famille de réfugiés dauphinois, était coloriste à Mulhouse, avant de s'installer à Claye-Souilly en 1774, en compagnie de deux amis, Haguenauer, imprimeur, et Jean Davoine, graveur. Ils établissent leur fabrique d'Indiennes dans les bâtiments inoccupés du château du prince de Polignac, près de la gare à bateau du canal de l'Ourcq, puis près de l'église. Cette proximité avec des lieux influents leur vaut la protection du seigneur du lieu. Jean-Baptiste se marie en 1775 avec Anne-Marie Jeanne Martin (1753-1811) à l'Ambassade de Suède à Paris. Ils auront 6 enfants, dont trois garçons qui perpétueront l'entreprise familiale : Jean-Marie, Amable Adrien et Jean-Baptiste.

### Jean-Marie Japuis
Jean-Marie Japuis (1776-1849) était un graveur et dessinateur. Il a grandi à Claye-Souilly, s'est marié en 1796 avec Marie Adrienne Delaitre, avant de se remarier en 1812 avec Marie-Louise Jardin (1792-1868). Ils ont deux enfants.
- Hector Achille Japuis (1815-1880) : Né le 23 janvier 1815 à Coulommiers, Hector grandit à Claye-Souilly. Il rejoint l'usine d'impression sur étoffes fondée par son grand-père Jean-Baptiste, où il joue un rôle de plus en plus important après le décès de son père en 1849. Hector se marie avec Françoise Roger (1815-1893), originaire de Claye-Souilly, et ils ont deux fils, Georges et Paul Hector. Hector Japuis remporte une médaille d'or lors de l'exposition universelle de 1867, remise en mains propres par l'empereur Louis-Napoléon Bonaparte. Au cours de sa vie, il est également grand ami avec Alphonse de Lamartine[1]. Il est également élu maire de Claye-Souilly en 1876 et occupe ce poste jusqu'à sa mort en 1880.
  - Georges Japuis (1846-1922) : Non intéressé par l'entreprise familiale, il devient marchand épicier à Claye-Souilly. Il se marie avec Léontine Maria Fériot, et aura 8 enfants, qui auront des métiers différents (épicier, mécanicien, couturière, etc.). Un de ses fils, Louis-Marcel (1886-1914) ainsi que son gendre, René Eugène Alphonse Dusautoy (1888-1914), meurent au cours de la Première Guerre Mondiale.
  - Paul Hector Japuis (1850-1931) : Né le 17 mars 1850 à Claye-Souilly, Paul Hector y grandit. Il évite le service militaire en se faisant remplacer. Il rejoint la manufacture de toiles peintes. Il se marie avec Lucile Euphrasie Joséphine Vache, et ils auront 2 enfants atteignant l'âge adulte. Il fera partie du Conseil Municipal de Claye-Souilly. En 1914, la fabrique est rachetée par la Société d'Impression des Vosges et de Normandie (SIVN), mettant fin à l'entreprise d'impression sur étoffes familiale fondée en 1774 par son arrière-grand-père, Jean Japuis. Paul Hector termine sa vie à Claye-Souilly au 3 rue de Vilaine, demeure qui d'ailleurs, existe toujours.
    - Gabriel Pierre Japuis (1880-1961) : Né le 23 décembre 1880, il travaille avec son père à la manufacture, jusqu'à sa vente. Il se marie en 1912 avec Émilienne Charlotte Sourit (1893-1968), originaire de Fontenay-le-Comte. Il est mobilisé pendant la Première Guerre Mondiale, et passe la quasi-totalité de celle-ci en captivité. Il est rapatrié en août 1918, et doit se trouver un nouveau travail. Il devient employé de bureau à Paris. Il n'a qu'un seul fils.
      - Paul-Pierre Gabriel René Japuis (1915-1994) : Né à Fontenay-le-Comte pendant la Première Guerre Mondiale, il devient ingénieur, et pendant la Seconde Guerre Mondiale, est réquisitionné en septembre 1942 dans le cadre de la relève pour travailler en Allemagne. Il travaille à Francfort jusqu'en 1944 dans l'entreprise Focke-Achgelis, avant de déménager en banlieue d'Ulm pour travailler chez Zwick & Compagnie. Il revient à Paris en 1945. Il a trois enfants avec sa femme, Marie-Madeleine Munsch, originaire d'Oderen[2].

    - Germaine Émile Lucie Japuis (1888-1965) : Auteure, elle se marie en 1923 avec Jean Arvache Boyadjian, d'origine turque. Ils divorcent en 1927, et elle se remarie en 1928 avec Émile Aussel. Elle prendra ensuite le nom de Japuis-Aussel. Elle a notamment publié le livre "La Lumière sous la Porte" aux éditions Alsatia, en 1958.
- Achille Eugénie Japuis (1819-1894) : Né à Claye-Souilly, la manufacture revient à son frère aîné Hector Achille. Il y travaillera pendant un certain temps comme contremaître, avant de devenirt épicier à Claye-Souilly. Il se marie avec Eugénie Languillat, et a quatre enfants.
  - Émilie Eugénie Japuis (1843-1922) : Couturière et cuisinière à Claye-Souilly, elle se marie en 1868 avec Jean Baptiste Antier. Ils auront 2 enfants.
  - Marie Céline Japuis (1855-1939) : Blanchisseuse, elle se marie en 1878 à Meaux avec Antoine Édouard Dainacq. Ils ont trois enfants, dont un fils, Édouard Eugène, qui meurt au Bois-le-Prêtre au cours de la Première Guerre Mondiale.
  - Louise-Zoé Japuis (1857-?)
  - Émile Achille Japuis (1863-?) : Militaire de carrière, il s'engage volontairement en 1884 et commence sa carrière au 1er régiment du Génie de Versailles. Il franchit de nombreux échelons, devient Officier de 1re classe, et reçoit la légion d'honneur en 1914[3].

### Amable Adrien Japuis
Amable Adrien Japuis a travaillé toute sa vie dans la manufacture de toiles peintes fondée par son père Jean-Baptiste. Il se marie en 1812 avec Zéphirine Catherine Desprez à Coulommiers. Il meurt en 1830. Ils ont deux enfants. Il sera également un voisin de la famille d'Eugène Varlin, celui-ci grandissant dans la même rue.
- Denise Azélie Joséphine Japuis (1813-1889) : Née à Claye-Souilly, elle se marie une première fois avec Louis Philippe Lefevre. Ils auront une fille. Elle se remarie en 1844 avec Félix Valentin Canivet. Ils auront 2 garçons.
  - Louise Arsène Lefevre (1835-1866) : Issue de la première union de sa mère, elle naît à Jouarre, et se marie en 1857 à Louis Armand Joseph Cottignies (1817-1860), négociant. Ils auront un fils.
    - Maurice Marcel Cottignies (1857-1905) : Il se marie en 1883 avec Lucie Louise Boissonnas, il est conservateur des Eaux et Forêts à Villers-Cotterêts et devient inspecteur-adjoint à Senlis.

  - Paul Canivet (1845-?) : Issu de la seconde union de sa mère.
  - Léon Canivet (1849-?) : Issu de la seconde union de sa mère, il est employé de commerce. Il se marie en 1886 à Caen avec Laure Julie Antoinette Dupuy. Ils auront deux enfants.
    - Jean-Louis Canivet (1887-1917) : Ingénieur et pilote, il se marie en 1915 avec Gertrude Mason, mais meurt 2 ans plus tard, pendant la Première Guerre mondiale à Stuttgart, en Allemagne, lorsque son appareil est touché et s'écrase.
    - Pierre-Henri Canivet (1890-1982) : Pilote, joueur de tennis et curling, il représente la France aux Jeux Olympiques d'Hiver de 1924 à Chamonix. Il s'est marié en 1919 avec Carmen Elide Alberte Marie Duran y Rivas.
- Frédéric Adrien Japuis (1816-?)

### Jean-Baptiste Japuis
Né en 1791 à Claye-Souilly, il est, avec ses frères, propriétaire de la manufacture de toiles peintes. Il se marie en 1813 avec Henriette Louise Milius. Ils ont un fils et trois filles. Il meurt à Claye-Souilly en 1872.
- Léontine Japuis (1816-1895): Se marie en 1835 à Jean Louis Muraine, receveur de rentes. Elle a trois enfants, et meurt en 1895 à Mustapha (quartier d'Alger), en Algérie Française.
  - Léontine Jenny Muraine (1838-1871): Née et décédée à Paris, elle se marie en 1861 à Alphonse François Davin, lithographe à la Banque de France. Ils ont un enfant.
    - Louis Léon Davin (1862-1896): Comptable, il se marie en 1890 à Vichy avec Anne Louise Distelzwey, d'origine allemande[5]. Ils ont 3 enfants, dont 2 garçons qui vont participer à la Première Guerre Mondiale. Le premier, Georges Antoine Louis, sera mécanicien et pilote d'avion et recevra plusieurs distinctions militaires pour ses prouesses. Le second, Henri Claude, mourra au combat en août 1918[6].

  - Léon Georges Muraine (1844-1876): Employé de chemin de fer, il meurt à Mustapha en Algérie.
  - Louis Édouard Muraine (1855-1876): Matelot, il meurt à La-Seyne-sur-Mer.
- Gustave-Louis Japuis (1820-1907) : Exploitant de la manufacture. Il se marie en 1853 à Courtivron à Marie Eugénie Abraham (dite Abrand). Ils ont 3 enfants, dont un fils.
  - Marie Olympe Japuis (1856-?) : Se marie en 1898 à Marie François Victoire Canet à Avignon. Ils n'ont pas de descendance connue.
  - Suzanne Eugénie Japuis (1862-1864) : Née et décédée à Claye-Souilly à un très jeune âge.
  - Suzanne Eugénie Japuis (1864-1922) : Se marie en 1889 à Charles Henri Godart, ils ont une fille et un garçon. Ce-dernier, Jean-André Godart (1892-1915), meurt au cours de la Première Guerre Mondiale.
- Emma Japuis (1825-?) : Se marie 1844 à Hyppolyte Flamant.
- Émilie Japuis (1827-1871) : Se marie en 1850 à François Chabault.
- Anaïs Japuis (1830-1895) : Se marie en 1849 à Louis-Léon Adolphe Pasteau.

### Filles Japuis
Bien que les trois fils de Jean-Baptiste Japuis ont permis à la manufacture de se développer, il avait également trois filles.
- Jeanne-Adélaïde Japuis (1779-1845) : Se marie avec Frédéric Beaudoin.
- Marie Victoire Japuis (1782-1868) : Pas de mariage ou de descendance connue.
- Charlotte Suzanne Japuis (1787-1850) : Se marie avec Charles Frédéric Fischer. Ils ont deux filles.
  - Charlotte Fischer (1813-1881) : Se marie avec Jean Auguste Guichard (1805-1885), marchand de vin. Ils ont deux fils.
    - Charles Auguste Guichard (1839-?)
    - Eugène Guichard (1846-1900) : Marchand de vins, et maire de Claye-Souilly de 1885 à sa mort. Il se marie avec Marie Marthe Didier, présidente de la Croix-Rouge de Claye-Souilly. Ils ont deux enfants.
      - Émile Guichard (1874-1954) : Avocat et historien à Claye-Souilly.
      - Marguerite Guichard (1877-1963)[7]

  - Aimée Fischer (?-1851) : Se marie avec Pierre-Louis Gautrot, ont une fille.
    - Aimée Geneviève Gautrot (1837-?) : Se marie avec Robert Eugène Lebaigue. Ils ont trois enfants.
      - Hélène Jeannette Lebaigue (1862-?) : Se marie avec Jules Charles Placet.
      - Auguste Pierre Charles Lebaigue (1863-1863)
      - Hubert Charles Lebaigue (1867-?) : Se marie avec Alexandrine Louise Hodenier en 1899[8].

## Manufacture de toiles peintes Japuis

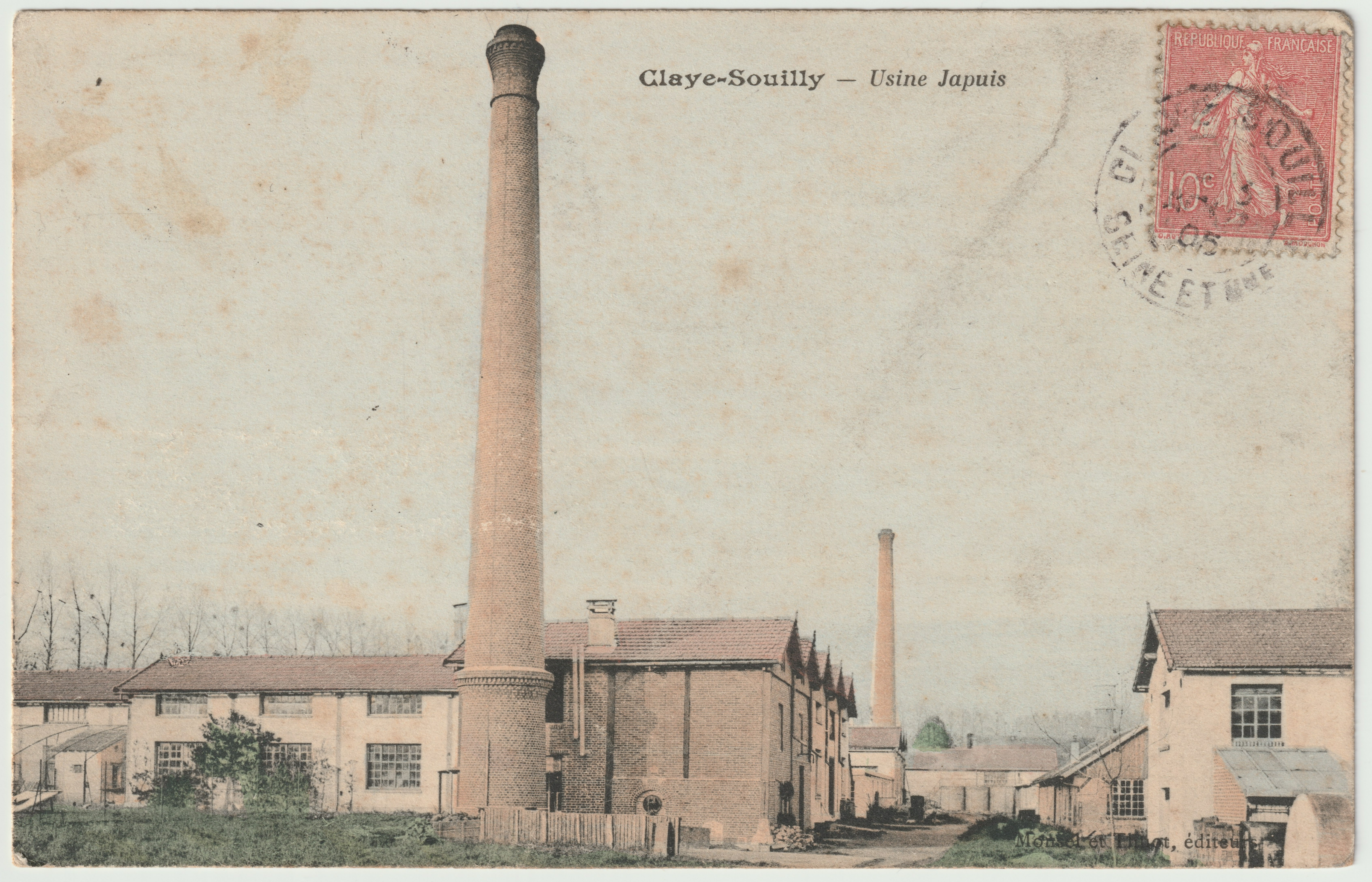
Carte postale de la manufacture, datée de la fin du XIXe siècle.

Manufacture Japuis